# 中国华艺广播公司
中国华艺广播公司（简称：华广，缩写为）成立于1991年11月1日，总部位于福建省福州市，是一家以全国性、国际性广播电台，以民营形式运作，主要面向台湾和海外广播。
华广的电波主要覆盖中国大陆、香港、澳门及台湾、东南亚地区，北美洲、大洋洲和欧洲部分地区可以使用短波收听华广节目。华广也是中国大陆第一家经原广播电影电视部批准、原国家工商行政管理局注册的“中国”冠名，按“公司”形式运作的广播电台，由海峡之声广播电台分设成立。
目前该电台的播音时间为每天的11:55开始至23:00结束。

## 频率
- 调频：FM107.1（福州、莆田及马祖列島等地可接收到）
- 中波：AM873（可覆盖台湾本岛和华东、华南部分地区）
- 短波：SW4830、6185（全球，限于UTC+8：17:45-00:00。SW6185在冬季晚间时段会与朝鲜之声同频，部分地区无法清晰收听。）

注：SW4830、6185由国家广播电视总局552台发射，发射地点位于福建省福州市仓山区万里村。